# 莓叶悬钩子
莓叶悬钩子（学名：Rubus fragarioides）为蔷薇科悬钩子属的植物。分布于不丹、锡金、缅甸、印度、尼泊尔以及中国大陆的 西藏自治区、云南省等地，生长于海拔3,000米至4,200米的地区，常生长在生高山上，目前尚未由人工引种栽培。

## 异名
- Rubus fragarioides Bertol. var. adenophorus Franch.
- Rubus fragarioides Bertol. var. pubescens Franch.